# Tetraponera phragmotica
Tetraponera phragmotica é uma espécie de formiga do gênero Tetraponera, pertencente à subfamília Pseudomyrmecinae.